# Joseph Pathrapankal
Joseph Pathrapankal (Kerala, 29 settembre 1930 – Kerala, 27 febbraio 2022) è stato un presbitero, teologo e biblista indiano siromalabarese alla Congregazione dei Carmelitani della Beata Vergine Maria Immacolata.

## Biografia
Ha iniziato la sua formazione al Jnana-Deepa Vidyapeeth a Pune, istituto pontificio per lo studio della filosofia e delle religioni,  conseguendo poi la licenza in Sacra Scrittura al Pontificio Istituto Biblico. Dopo aver trascorso due
anni in Germania, fu nominato direttore del Renewal Center di Anugraha, nel Kerala.

Divenuto lettore e quindi titolare di una docenza sul Nuovo Testamento, dal 1976 al 1979 è vicepresidente del Dharmārām Vidya Kshetram (DVK) di Bengaluru, istituto indipendente di alta formazione filosofica e teologica.
Il 30 maggio 1997, Pathrapankal ha ottenuto un dottorato honoris causa dalla Facoltà di Teologia dell'Università di Uppsala, in Svezia.

Pathrapankal è stato membro della Pontificia Commissione Biblica presidente della Società per gli studi biblici in India, nonché membro della Studiorum Novi Testamenti Societas.
Ritornato a Roma alla Pontificia Università Gregoriana concluse il dottorato di ricerca con una dissertazione dal titolo Metanoia, Faith, Covenant: A Study of Pauline Theology, ed in seguito riprese la docenza a Dharmārām Vidya Kshetram, in India.

## Opere
- Joseph Pathrapankal, Time and History: Biblical and Theological Studies, Bengaluru, Asian Trading Corporation, 2002, OCLC 14698638. URL consultato l'8 gennaio 2019 (archiviato l'8 gennaio 2019).
- Lemma Evangelis in "The Oxford Companion to the Bible", Oxford University Press (Oxfordreference).